# Antongila
Antongila is een geslacht van hooiwagens uit de familie Triaenonychidae.
De wetenschappelijke naam Antongila is voor het eerst geldig gepubliceerd door Roewer in 1931. 

## Soorten
Antongila is monotypisch en omvat slechts de volgende soort:
- Antongila spinigera